# Шихлинский, Али-Ага Исмаил-Ага оглы
Али-Ага Исмаил-Ага оглы Шихли́нский (азерб. Əli Ağa İsmayıl Ağa oğlu Şıxlinski; 23 апреля 1865 — 18 августа 1943) — военачальник Русской императорской армии и Азербайджанской Демократической Республики, военный деятель Советского государства, генерал-лейтенант.
Участник русско-японской войны. Был ранен и попал в плен во время осады японцами Порт-Артура. С началом Первой мировой войны Шихлинского назначили начальником артиллерийской обороны Петрограда на случай высадки десанта немцев на Балтийское побережье. В октябре 1914 года командирован на Юго-Западный фронт. В 1917 году назначен командиром Мусульманского (Азербайджанского) корпуса. С 1918 по 1920 год состоял на военной службе в Азербайджанской Демократической Республике.
После прихода к власти в Азербайджане большевиков избежал репрессий и был принят в РККА. В 1929 году вышел на пенсию.

## Биография

### Происхождение
Али-Ага Шихлинский родился 23 апреля 1865 года в небольшом селении Казахлы (ныне село Ашагы-Салахлы в Газахском районе Азербайджана) в семье малоземельного помещика. Согласно документам А. Шихлинский происходил «из агаларского звания». Затрагивая свою родословную, он писал, что род его отца Исмаила Ага Али Казах оглы Шихлинского берёт своё начало с 1537 года. По линии же матери Шах-Емен-ханум Гаибовой, со стороны бабушки он приходился правнуком поэту Видади. Помимо Али Ага Шихлинского в семье были ещё два сына.
Общее образование получил в частной гимназии Тер-Акопова в Тифлисе (1876) и Тифлисской военной гимназии, впоследствии переименованной в кадетский корпус (1883).

### Начало военной карьеры
Военную службу начал 1 сентября 1883 года юнкером Михайловского артиллерийского училища в Санкт-Петербурге. По окончании училища по первому разряду, 11 августа 1886 года высочайшим приказом Али Ага Шихлинский был произведён в подпоручики и получил назначение в 39-ю артиллерийскую бригаду, дислоцированную на Кавказе в городе Александрополе (ныне Гюмри). Службу начал в 5-й, затем во 2-й батарее, а в конце октября был назначен преподавателем бригадной учебной команды, готовившей фейерверкеров, то есть унтер-офицеров. 23 ноября 1887 года был произведён в поручики, а в апреле 1891 года получил свою первую награду — орден Св. Станислава 3-й степени.
15 июля 1894 года Шихлинский был произведён в штабс-капитаны и в сентябре был назначен заведующим бригадной учебной командой. С 1 февраля 1895 года старший офицер 1-й батареи. В феврале 1896 года награждён орденом Св. Анны 3-й степени. С 19 июля 1898 года Шихлинский капитан. С июня 1899 года по февраль 1900 года временно исполнял обязанности командира 1-й батареи.
В начале 1900 года Али Ага решает перевестись служить в Восточную Сибирь. 17 февраля последовал высочайший приказ о переводе капитана Шихлинского в Отдельный Забайкальский артиллерийский дивизион. Отправившись к новому месту службы 14 марта 1900 года, Шихлинский прибыл в дивизион 17 мая и был назначен старшим офицером 1-й батареи. Отдельный Забайкальский артиллерийский дивизион (командир — полковник В. А. Ирман) состоял из двух батарей: 1-й батареей командовал полковник В. И. Энгельман, 2-й — подполковник Самедбек Мехмандаров. В связи с нехваткой офицеров во 2-м Восточно-Сибирском летучем артиллерийском парке (тыловое подразделение, имевшее запасы боеприпасов) Шихлинский некоторое время исполнял обязанности командира парка. В составе Отдельного Забайкальского артиллерийского дивизиона принял участие в китайском походе. За отличие в делах против китайцев 1 мая 1901 года Шихлинский был награждён орденом Св. Станислава 2-й степени с мечами.
С мая 1901 года по март 1902 года Шихлинский исполнял обязанности командира 1-й батареи и командира дивизиона. В мае-июне 1902 года временно командует 2-й батареей, а в июле назначается старшим офицером этой батареи. С августа того же года по октябрь 1903 года командует 2-й батареей, заменяя убывшего в шестимесячный отпуск и на учёбу в Санкт-Петербург полковника С. Мехмандарова.

### Русско-японская война
Русско-японскую войну Шихлинский встретил в должности старшего офицера батареи. После назначения в феврале 1904 года полковника С. Мехмандарова командиром 7-го Восточно-Сибирского стрелкового артиллерийского дивизиона капитан Шихлинский был временно назначен командиром батареи. Принимал участие в боях на Цзиньжоуском перешейке и Волчьих горах. 1 июня 1904 года капитан Шихлинский был награждён орденом Св. Анны 2-й степени. Однако остановить японцев на этих рубежах не удалось, понеся значительные потери и не получив подкрепления части 4-й Восточно-Сибирской стрелковой дивизии генерал-майора А. В. Фока и поддерживающей её 4-й Восточно-Сибирской стрелковой артиллерийской бригады, в состав которой к этому времени вошёл Забайкальский артиллерийский дивизион, вынуждены были отойти к Порт-Артуру. 17 июля 1904 года все части дивизии отошли в район крепости Порт-Артур. Началась осада крепости японской армией.
Высочайшим приказом 28 сентября 1905 года Али-Ага Шихлинский был удостоен ордена Святого Георгия 4-й степени, как сказано в наградных документах,
за искусную и успешную, с 13 по 17 октября 1904 года, артиллерийскую оборону форта № 3 и укрепления того же №, причём, действуя вверенной ему полубатареей против превосходных сил противника, нередко лично наводя орудия за убылью наводчиков, неоднократно приводил неприятельскую артиллерию к молчанию и отбивал попытки японской пехоты завладеть подступами к упомянутым укреплениям.
13 ноября 1904 года во время четвёртого штурма японцев Али Ага был тяжело ранен шрапнельной пулей в ногу. Из дневника сотрудника порт-артурской газеты «Новый край» П. Н. Ларенко:
На Лаперовской горе (в тылу форта III и укрепления № 3) тяжело ранен командир батареи капитан Али-Ага Аликазак-оглы Шихлинский. Храбрый, как кавказцы вообще, он участвовал в боях на Кинчжоу, на Зеленых и Волчьих горах, в начале августа был со своей батареей на Высокой горе, а с 10 августа бессменно находился на Лаперовской, откуда обстреливал подступы к укреплениям, помогал отражать штурмовые колонны и боролся с неприятельской полевой артиллерией
Капитуляция Порт-Артура застала Шихлинского в госпитале. Стало известно, что царь разрешил офицерам, дав подписку японцам о неучастии в войне, вернуться в Россию. Многие, дав подписку, вернулись на Родину. Некоторые, и в их числе Шихлинский, отказались от подписки, считая её унизительной. Однако, вскоре, он был признан смешанной русско-японской комиссией негодным к военной службе вследствие тяжёлого ранения. Весной 1905 года Шихлинский был эвакуирован в Россию, без всякого обязательства относительно участия в продолжавшейся войне.
За русско-японскую войну Али Ага Шихлинский был удостоен следующих наград: ордена Святого Георгия Победоносца 4-й степени, золотого оружия с надписью «За храбрость», мечей к имевшемуся у него ордену Святой Анны 2-й степени, ордена Святого Владимира 4-й степени с мечами и бантом и ордена Святой Анны 4-й степени с надписью «За храбрость».

### Служба в Офицерской артиллерийской школе
29 июня 1905 года Шихлинский был переведён во 2-й дивизион 15-й артиллерийской бригады, дислоцированной в Одессе. 26 ноября 1905 года, в день Георгиевского праздника, Али Ага Шихлинский был произведён в подполковники и в тот же день в числе других георгиевских кавалеров был приглашён на приём в Царскосельский дворец, где представился императору.
С 15 января 1906 года старший офицер 4-й батареи 15-й артиллерийской бригады. По чину подполковника Шихлинскому полагалось быть командиром батареи, но вакансий не было. В связи с этим он обратился с рапортом к генерал-инспектору артиллерии великому князю Сергею Михайловичу направить его в переменный состав Офицерской артиллерийской школы в Санкт-Петербурге. В конце января 1906 года подполковник Шихлинский был зачислен в школу, полный курс которой он закончил с оценкой «отлично» в августе того же года. 22 января 1907 года был прикомандирован к Офицерской артиллерийской школе в качестве руководителя (преподавателя). За отлично-усердную службу 13 мая 1907 года Шихлинскому было объявлено «Высочайшее благоволение». В этот период пребывания в школе им был разработан оригинальный приём целеуказания, вошедший затем в учебники, и получивший название «треугольник Шихлинского». 22 сентября был назначен старшим офицером 7-й батареи 15-й артиллерийской бригады, а 9 декабря командиром 5-й батареи 29-й артиллерийской бригады, дислоцированной в Риге.
14 февраля 1908 года подполковник Шихлинский был командирован в постоянный состав Офицерской артиллерийской школы, где занял должность руководителя. С 29 февраля — исполняющий должность штаб-офицера, заведующего обучающимися в школе офицерами. 26 ноября 1908 года, ровно через три года после производства в подполковники, за отличие по службе Али Ага Шихлинский был произведён в полковники , с утверждением в настоящей должности.
С 4 августа 1910 года командир 1-го дивизиона 21-й артиллерийской бригады дислоцированной во Владикавказе. С 30 января 1912 года прикомандирован был к Офицерской артиллерийской школе в качестве и. д. старшего руководителя офицеров переменного состава школы. 18 августа утверждён в этой должности. С 2 января 1913 года и. д. помощника (заместителя) начальника Офицерской артиллерийской школы. 14 апреля Шихлинский был произведён в генерал-майоры с утверждением в должности помощника начальника Офицерской артиллерийской школы. За время пребывания в школе Шихлинский подготовил и издал «Инструкцию для организации артиллерийских манёвров в составе дивизиона», конспект своих лекций прочитанных в Офицерской артиллерийской школе под названием «Употребление полевой артиллерии в бою» и статью «О стрельбе артиллерии через голову своих войск». Эти труды получили широкое распространение и оказали большое влияние на развитие артиллерийской науки. За время службы в Офицерской артиллерийской школе он был награждён орденом Св. Владимира 3-й ст. и французским Офицерским крестом ордена Почетного легиона. Как вспоминал Шихлинский, он был единственным из всего состава Офицерской артиллерийской школы, который получил офицерский крест Почётного легиона через два месяца после отъезда из лагерного сбора начальника французской школы артиллерийской стрельбы полковника Нолле, доложившего генерал-инспектору артиллерии великому князю Сергею Михайловичу о Шихлинском.
26 августа 1914 года приказом начальника Главного артиллерийского управления генерал-майор Шихлинский был назначен исполняющим должность начальника Офицерской артиллерийской школы. В этом же году он был награждён Командорским крестом ордена Почётного легиона. Шихлинский позже вспоминал:
В следующем году в Петербург с визитом к царю прибыл президент французской республики Пуанкарэ и привез награды за показ генералиссимусу русской apмии. Всего им было пожаловано два командирских opдена Почетного легиона (генеральские кресты), из которых один получил командир гвардейского корпуса генерал-адъютант генерал от кавалерии Безобразов, а второй — я.

### Первая мировая война
С началом Первой мировой войны Шихлинский, исполнявший в то время обязанности начальника школы, приказом начальника Главного артиллерийского управления был назначен начальником артиллерийской обороны Петрограда на случай высадки десанта немцев на Балтийское побережье. При этом на него же была возложена задача и организации системы зенитного артиллерийского прикрытия столицы от возможных атак неприятельской авиации, которую ему пришлось решать впервые в России и одному из первых в мире. Одновременно он продолжал командовать оставшейся после убытия в действующую армию преподавательского и строевого состава частью Офицерской артиллерийской школы. Уже в первые месяцы войны стало очевидно, что имеются серьёзные недочёты в организации высшего управления артиллерией. С целью изучения этого вопроса, в октябре 1914 года на Юго-Западный фронт был командирован генерал-майор Шихлинский. По итогам командировки Шихлинский докладывал, что
отсутствие артиллеристов при штабах и управлениях высших и старших войсковых начальников, при недостаточном их знакомстве со свойствами современной артиллерии, привело к тому, что неправильная постановка задач артиллерии и многие ошибки в отношении её применения в бою оставались без исправления, не устранялись и повторялись в ещё большей степени.
В отчёте о командировке генерал Шихлинский указал на необходимость иметь авторитетных артиллеристов при штабе Верховного главнокомандующего и при штабах главнокомандующих фронтами для установления однообразного характера требований от артиллерии.
В январе 1915 года генерал-майор Шихлинский был назначен в распоряжение главнокомандующего армиями Северо-Западного фронта генерала от инфантерии Н. В. Рузского. Ему было поручено руководство тяжёлой артиллерией. Шихлинский постоянно выезжает в расположение армий и корпусов фронта и лично руководит постановкой на позиции батарей тяжёлой артиллерии, а также её боевой работой. В мае того же года приказом нового главкома армиями Северо-Западного фронта генерала от инфантерии М. В. Алексеева генерал-майор Шихлинский был назначен на вновь учреждённую должность генерала для поручений по артиллерийской части при главкоме. В августе Шихлинским был подготовлен проект создания тяжёлых полевых артиллерийских бригад, вооружённых крепостными орудиями старого типа.
23 августа 1915 года Император Николай II встал во главе Русской армии, сместив с поста Верховного главнокомандующего великого князя Николая Николаевича. Начальником штаба Верховного главнокомандующего вместо генерала от инфантерии Н. Янушкевича был назначен генерал М. В. Алексеев. 14 сентября Шихлинский по приказу генерала М. Алексеева был командирован в Ставку в штаб Верховного главнокомандующего, а 31 октября был назначен на вновь учреждённую должность генерала для поручений по артиллерийской части при Верховном главнокомандующем с правами начальника дивизии и штатной категорией генерал-лейтенанта. Руководил созданием тяжёлых артиллерийских дивизионов и бригад. Шихлинским были подготовлены проекты о командном составе формируемых частей тяжёлой артиллерии с приложением списка штаб-офицеров, выдвигаемых из полевой артиллерии на эти должности, с обстоятельной аттестацией каждого офицера. Одновременно с января 1916 года он тесно сотрудничал с Управлением полевого инспектора артиллерии, которое возглавлял генерал от артиллерии великий князь Сергей Михайлович, хорошо знавший и высоко ценивший Шихлинского.
С 16 апреля 1916 года Шихлинский исполнял должность инспектора артиллерии армий Западного фронта. Со 2 апреля 1917 года инспектор артиллерии армий Западного фронта. На этом посту особенно ярко проявился военный талант Шихлинского. Он непосредственно руководил разработкой, подготовкой и выполнением в артиллерийском отношении операций армий Западного фронта. На посту инспектора артиллерии армий Западного фронта Шихлинский приложил также много сил и для разработки вопросов взаимодействия артиллерии с авиацией. В сентябре 1916 года при штабе Западного фронта было решено создать школу для совместного обучения артиллеристов и лётчиков. Организация школы была поручена генералу Шихлинскому. В течение года школа произвела 5 выпусков.

Заслуги Шихлинского были высоко оценены военным командованием. 2 апреля 1917 года за отличие по службе он был произведён в генерал-лейтенанты, а 9 сентября того же года приказом Верховного главнокомандующего генерал-лейтенант Шихлинский был назначен командующим 10-й армией. Это назначение явилось признанием его полководческого таланта и высокой оценкой ратного труда. В своём последнем приказе Управлению 12 сентября он отмечал: 
В течение 17 месяцев я занимал должность инспектора артиллерии армий Западного фронта и на этом посту завершилось моё 31-летнее служение Родине в рядах артиллерии. Назначенный на должность командующего 10-армией, я покидаю родное мне оружие, быть может навсегда.
Мне особенно грустно расставаться с моими помощниками и ближайшими сотрудниками по направлению боевой работы артиллерии фронта… От души благодарю штаб и обер-офицеров для поручений при мне, начальников, офицеров и чиновников всех подчиненных мне управлений и учреждений…

Всем солдатам Управления… и всех частей, учреждений и команд — душевное моё спасибо
 Генерал Шихлинский вступал в командование армией в очень сложное время. После падения самодержавия армия превратилась в арену жестоких политических столкновений различных классов и партий, что не могло не вызвать крайне негативных последствий. Уровень падения дисциплины приобретал катастрофический характер: резко возросло дезертирство, участились случаи насильственного отстранения от должностей начальствующих лиц, оскорблений, избиений, а нередко и убийств офицеров. Армия по существу разваливалась. Из приказа командующего 10-й армией Западного фронта от 22 сентября:
До восстановления боеспособности армий Главковерх приказал на всех направлениях перейти в стратегическом смысле к обороне, отстаивая каждую пядь родной земли. Армии Западного фронта имеют общей задачей прикрывать направление на Москву, причем на вверенную мне армию возложено надежное обеспечение направления на Минск, Борисов. Третья армия обеспечивает преимущественно Полоцкое направление, а ближайший к нам фланг второй армии прикрывает направление на Игумен, Могилев. В соответствии с изложенным первой задачей армии является прикрытие гор. Минск. Ближайшей частной задачей для 1-го Сибирского и 38-го корпусов ставлю прикрытие железнодорожного узла Молодечно, обороняя подступы к нему 1-му Сибирскому корпусу на Виленском, а 38-му корпусу на Лидском направлении. 3-му корпусу ставлю задачей оборону подступов к Минску с Запада в направлении Лида-Минск. Всем корпусам организовать и вести оборону в тесной и активной связи между собою, а фланговыми корпусами в такой же связи с ближайшими корпусами соседних армий… Шихлинский
Однако командовать армией Шихлинскому пришлось недолго. Старые раны, частые посещения окопов, наполненных водой, вызывали у него сильные подагрические боли. Убедившись, что дальнейшее его пребывание на фронте по состоянию здоровья невозможно, Шихлинский подал рапорт об увольнении в резерв Кавказского округа для лечения. В рапорте он подчёркивал, что
в данных обстоятельствах я не могу исполнять обязанности службы по совести, а совесть требует моего постоянного пребывания на фронте среди солдат.
Просьба Шихлинского была удовлетворена. 2 декабря последовал приказ об увольнении генерал-лейтенанта Шихлинского в резерв. Известный российский и советский военачальник А. А. Самойло, возглавлявший в то время штаб 10-й армии, писал в своих мемуарах:
Армией командовал хорошо мне знакомый по Минску отличный артиллерист и умный человек генерал Шихлинский, бывший перед этим начальником артиллерии Западного фронта. К сожалению, боевая обстановка в армии не позволила ему полностью развернуть свои незаурядные военные способности.
Ратный труд Шихлинского в годы первой мировой войны был отмечен орденами Св. Станислава 1-й степени, Св. Анны 1-й степени с мечами, Св. Владимира 2-й степени с мечами и чином генерал-лейтенанта.

### Служба в Азербайджане
В конце 1917 года Али-Ага Шихлинский прибыл в Тифлис, где узнал, что решением Особого Закавказского Комитета он назначен командиром вновь формировавшегося Мусульманского (Азербайджанского) корпуса. Корпус в общих чертах был сформирован к концу апреля — началу мая 1918 года. После провозглашения 28 мая 1918 года Азербайджанской Демократической Республики 4 июня 1918 года в Батуме был заключён договор о дружбе и сотрудничестве между Азербайджанской Республикой и Османской империей, согласно четвёртой статье которого оттоманское правительство обязывалось оказывать помощь вооружённой силой правительству Азербайджанской Республики, если таковая потребуется для обеспечения порядка и безопасности в стране.
26 июня постановлением Совета Министров Азербайджанской Республики Мусульманский корпус был переименован в Отдельный Азербайджанский корпус. В начале июля 1918 года корпус был расформирован, и его части вместе с прибывшими 5-й Кавказской и 15-й Чанахгалинской турецкими дивизиями вошли в состав вновь сформированной Кавказской исламской армии Нури-паши. Генерал Шихлинский был назначен в распоряжение командующего армией. В боях под Геокчаем 27 июня — 1 июля 1918 года части Кавказской исламской армии разбили так называемый 1-й Кавказский корпус Красной армии. В ночь с 14 на 15 сентября частями Кавказской исламской армии был взят Баку.
С 29 декабря 1918 года по 28 апреля 1920 года, до прихода к власти в Азербайджане большевиков, Али Ага Шихлинский служил в армии Азербайджанской Демократической Республики в должности помощника военного министра генерала от артиллерии Самедбека Мехмандарова. 28 июня 1919 года приказом правительства Азербайджанской Республики помощник военного министра генерал-лейтенант Али Ага Шихлинский за отличия по службе был произведён в генералы от артиллерии.
- Личные вещи генерала Шихлинского, хранящиеся в Музее истории Азербайджана
- Пальто, шапка и перчатки
- Подсвечники и дверная печать
- Настольные принадлежности, очки, дверная табличка

### На советской службе
После создания Азербайджанской ССР Шихлинский был назначен 30 апреля 1920 года помощником наркома по Военным и Морским делам республики, исполнял обязанности военного руководителя наркомата.
После жестокого подавления антисоветского восстания в Гяндже в конце мая 1920 года практически все офицеры азербайджанской национальной армии были арестованы, в числе арестованных были С. Мехмандаров и Шихлинский. От репрессий их спасло только вмешательство тогдашнего руководителя Совнаркома Азербайджана Наримана Нариманова, который отправил генералов в Москву с сопроводительным письмом на имя В. И. Ленина следующего содержания:
Дорогой Владимир Ильич!
Во время гянджинского восстания все офицеры старой азербайджанской армии были арестованы, в числе их были и податели сего известные генералы Мехмандаров и Шихлинский.
После тщательного расследования оказалось, что эти генералы не причастны, но все же до упрочения нашего положения и с целью помочь нашему общему делу мы решили их отправить в Ваше распоряжение для работы в штабе, так как они, как военные специалисты, являются незаменимыми. Один из них, Шихлинский, в царской армии считался «богом артиллерии».
До окончания польского фронта пусть они работают в Москве, а затем попрошу отправить их к нам для формирования наших частей. Необходимо за это время за ними поухаживать.
Политическое убеждение их: они ненавидят мусаватистов, убеждены, что Азербайджан без Советской России не может существовать, являются врагами Англии, любят Россию.
С коммунистическим приветом.
Н. Нариманов.
1 августа 1920 года.

В начале августа 1920 года Шихлинский прибыл в Москву, где участвовал в работе Управления инспектора артиллерии РККА, Уставной артиллерийской комиссии, преподавал в Высшей артиллерийской школе командного состава РККА. Помимо Высшей артиллерийской школы комсостава Шихлинский выступал с докладами и лекциями и в других высших военно-учебных заведениях РККА. В феврале 1921 года по просьбе инспектора классов Артиллерийской академии профессора И. П. Граве, инспектором артиллерии РККА Шихлинский был командирован в Петроград, где провел несколько лекций для слушателей академии.
18 июля 1921 года вновь был переведён в Азербайджан, где находился в распоряжении наркома по Военным и Морским делам. 1 декабря того же года был назначен для выполнения особых поручений при наркоме и одновременно преподавателем Азербайджанской сводной школы комсостава, одновременно с 1922 года являлся заместителем председателя военно-научного общества гарнизона Баку. Постановлением Совета Народных Комиссаров АССР 24 октября 1922 года «состоящему для особых поручений при Наркомвоенморе т. Шихлинскому Али-Ага» была установлена ежемесячная прибавка к жалованью в размере пятидесяти рублей золотом, «с сохранением этой прибавки и по выходе с военной службы, пожизненно».
С 15 октября 1924 года помощник начальника Азербайджанской объединённой военной школы комсостава. С 6 февраля 1924 года занимал также должность председателя Военной редакционной издательской коллегии Азербайджанской ССР при Революционном Военном Совете Краснознамённой Кавказской армии. Подготовил и опубликовал первый «Краткий русско-тюркский (азербайджанский) военный словарь» (1926). За этот труд, 23 февраля 1928 года Али Ага Шихлинский был награждён Почетной грамотой Революционного Военного Совета СССР. С 1929 года — персональный пенсионер.
Последние годы жизни он прожил в Баку, в доме № 14 по улице Джафара Джаббарлы. Али Ага Шихлинский умер 18 августа 1943 года в Баку и был похоронен на Ясамальском кладбище в Баку.
Незадолго до смерти Шихлинский написал книгу «Мои воспоминания», которая была издана уже после смерти автора и встречена с большим интересом. В мае 1944 года автор предисловия к воспоминаниям, генерал-майор артиллерии, доктор военных наук, автор фундаментальных трудов по истории русской артиллерии Евгений Захарович Барсуков в своём письме заместителю председателя президиума Азербайджанского филиала Академии наук СССР академику Г. Н. Гусейнову писал:
...Очень рад, если по долгу службы с Али Агой я мог оказать посильную помощь в деле издания его интересных и ценных для истории "Воспоминаний" и если составленное мною предисловие настолько понравилось Вам, что оно издано отдельной брошюрой на его родном языке.

Надеюсь получить от Вас в скором времени вышедшие из печати "Воспоминания" Али Аги Шихлинского в знак доброй, незабвенной памяти о дорогом моем друге, с которым  мы отдали лучшие годы нашей жизни беззаветному служению родной русской артиллерии... Позволю себе просить Вас прислать "Воспоминания" Али Аги Главному маршалу нашей артиллерии Воронову Николаю Николаевичу и генерал-лейтенантам артиллерии И. С. Прочко, В. И. Хохлову, и Ф. А. Самсонову, а также начальнику ГАУ маршалу артиллерии Н. Д. Яковлеву

## Память
Именем генерала Шихлинского назван танкер Азербайджанского каспийского морского пароходства 1980 года выпуска, улицы в городах Казах и Баку. О Шихлинском написаны книги и статьи, в частности, он является одним из персонажей романов А. Н. Степанова «Порт-Артур» и «Семья Звонаревых». В 1996 году потомком прославленного военачальника, кинорежиссёром Зией Шихлинским был снят короткометражный документальный фильм «Считался богом артиллерии», показ которого состоялся 16 ноября 2006 года в Баку на вечере памяти А. Шихлинского, организованном при содействии Посольства Российской Федерации в Азербайджане и приуроченном к отмечаемому в России памятному Дню ракетных войск и артиллерии.

## Отзывы
Известный российский и советский военный специалист, доктор военных наук Е. З. Барсуков писал:
Али Ага Шихлинский был одним из немногих русских артиллеристов, обладавших глубокими теоретическими и практическими знаниями в области тактики, и обладал редким талантом в искусстве применения этих знаний на практике, в особенности боевой. В этом смысле он был самым верным моим единомышленником, и ему именно русская артиллерия очень обязана своими искусными боевыми действиями на полях сражений.

Мы с ним во многом были солидарны, думаю, не ошибусь, если скажу, что основной идеей гражданского долга у Али Аги, которой он, как и я, руководствовался, признавая советскую власть, было убеждение: «Всегда честно служил и буду служить своему народу, из которого вышел, и тому правительству, какое мой народ над собой поставил»

## Семья
27 октября 1909 года полковник Али Ага Шихлинский вступил в брак со старшей дочерью Закавказского муфтия Гусейн Эфенди Гаибова — Нигяр-ханум, вдовой Дервиш-бека Палавандова.

## Награды
- Орден Святого Станислава 3-й степени (21 апреля 1891)[43][14].
- Орден Святой Анны 3-й степени (26 февраля 1896)[16][43].
- Орден Святого Станислава 2-й степени с мечами (1 мая 1901)[19][43].
- Орден Святой Анны 2-й степени (1 июня 1904)[21][43].
- Медаль «За храбрость» (1905)[76]
- Золотое оружие с надписью «За храбрость» (22 марта 1905)[26][43].
- Орден Святой Анны 4-й степени с надписью «За храбрость» (11 сентября 1905)[43].
- Мечи к ордену Святой Анны 2-й степени (11 сентября 1905)[43][77].
- Орден Святого Георгия 4-й степени (28 сентября 1905)[23][43].
- Орден Святого Владимира 4-й степени с мечами и бантом (23 октября 1905)[12][43].
- Серебряная медаль «В память русско-японской войны» с бантом (1907)[34]
- Высочайшее благоволение (1907)[78].
- Крест «За Порт-Артур» (1908)[79].
- Офицерский крест ордена Почётного легиона (Франция, 13 сентября 1913)[43][44].
- Орден Святого Владимира 3-й степени (6 декабря 1913)[43].
- Командорский крест ордена Почётного легиона (Франция, 1914)[43][44].
- Орден Святого Станислава 1-й степени (18 февраля 1915)[43][57][80].
- Орден Святой Анны 1-й степени с мечами (26 мая 1915)[49][81].
- Орден Святого Владимира 2-й степени с мечами (6 декабря 1915)[58][82].